# Pavlikeni
Pour la municipalité, voir Pavlikeni (obchtina).
Pavlikeni (en bulgare : Павликени) est une ville dans le nord de la Bulgarie.

## Géographie
La ville de Pavlikeni est située dans le nord de la Bulgarie, à 216 km au nord-est de la capitale Sofia. Elle est le chef-lieu de la commune de Pavlikeni.
Le village se trouve dans la Plaine du Bas-Danube.

## Galerie

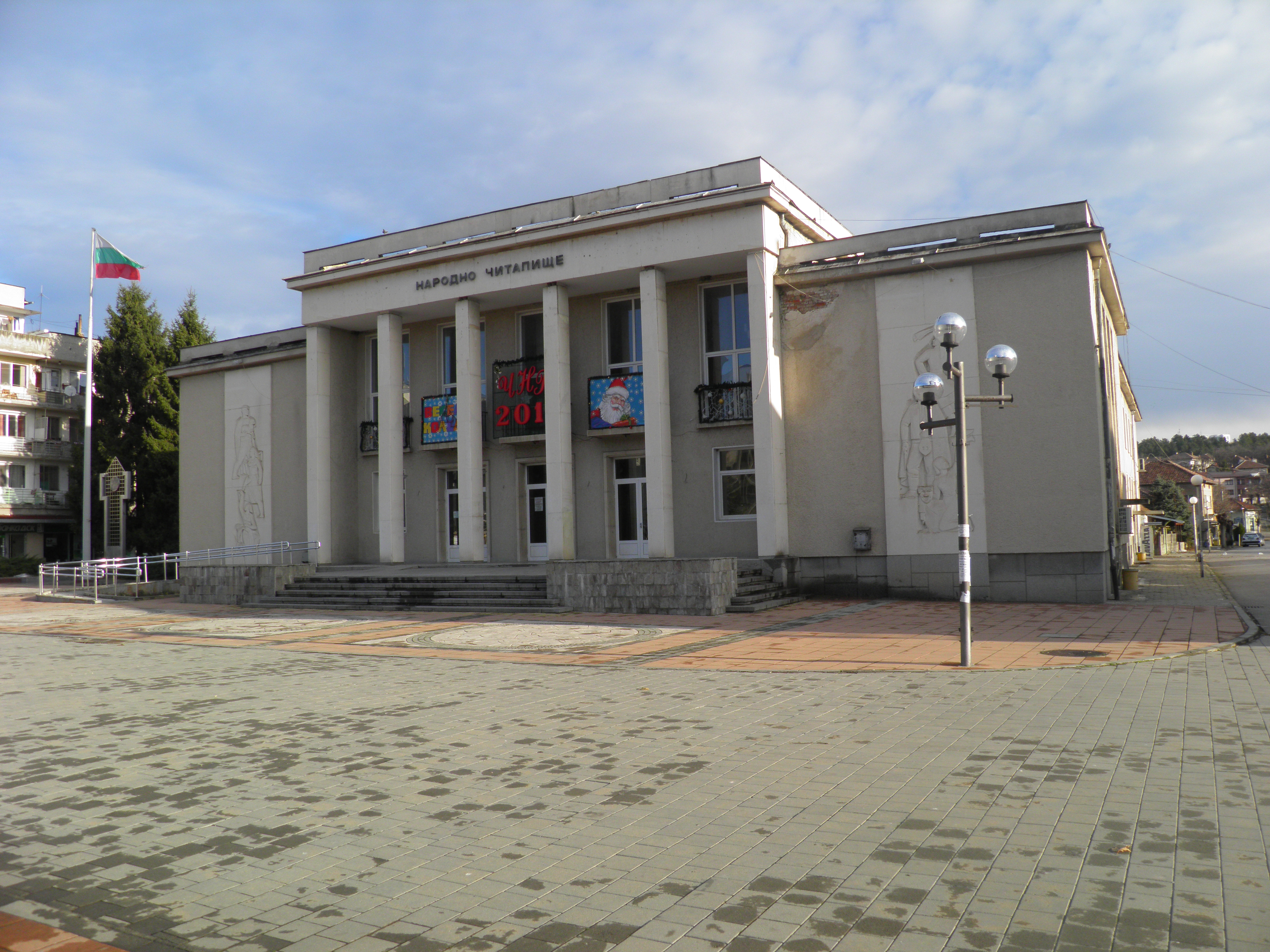
Le Tchitalichté Bratstvo 1884
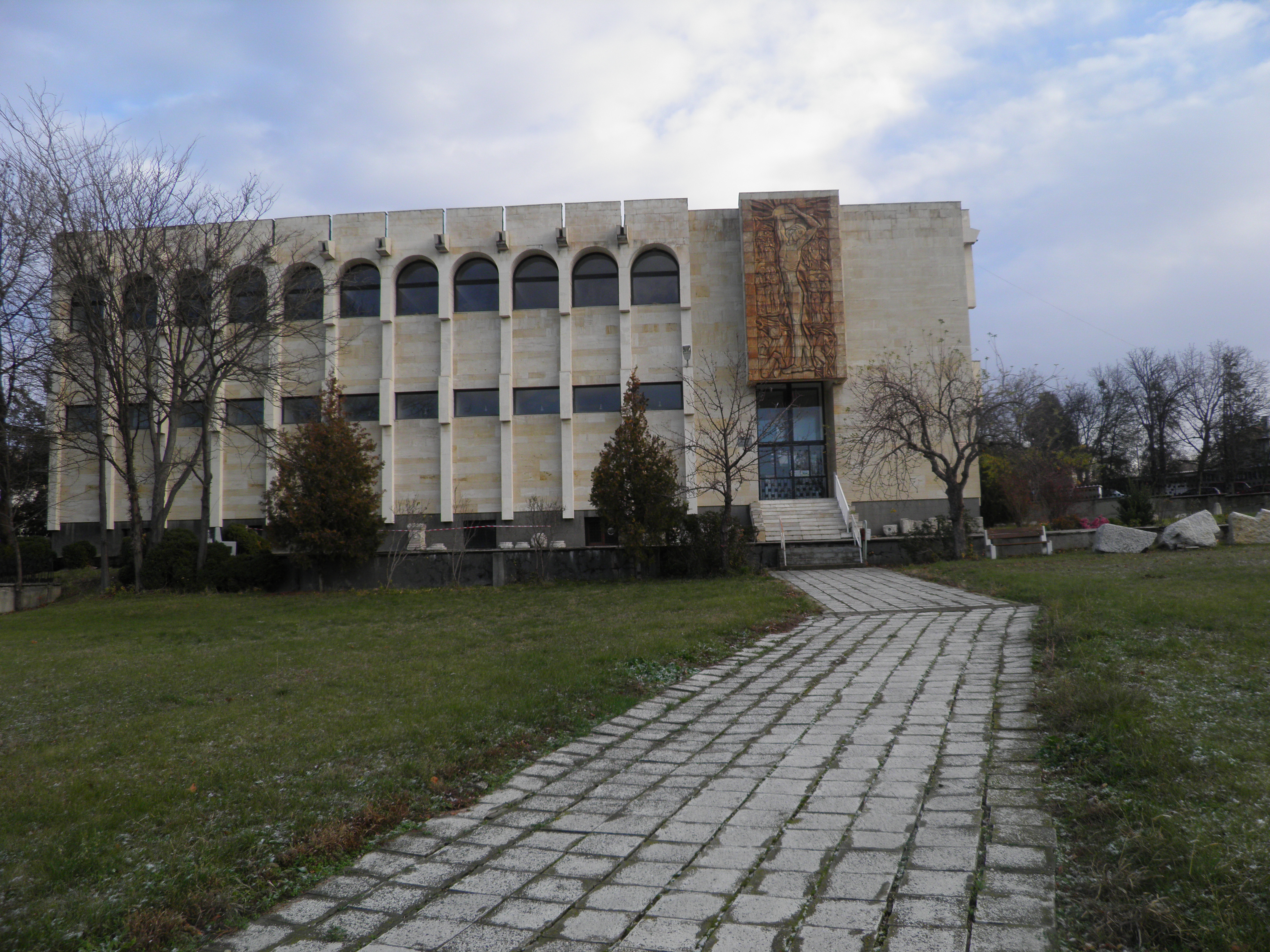
Le musée historique
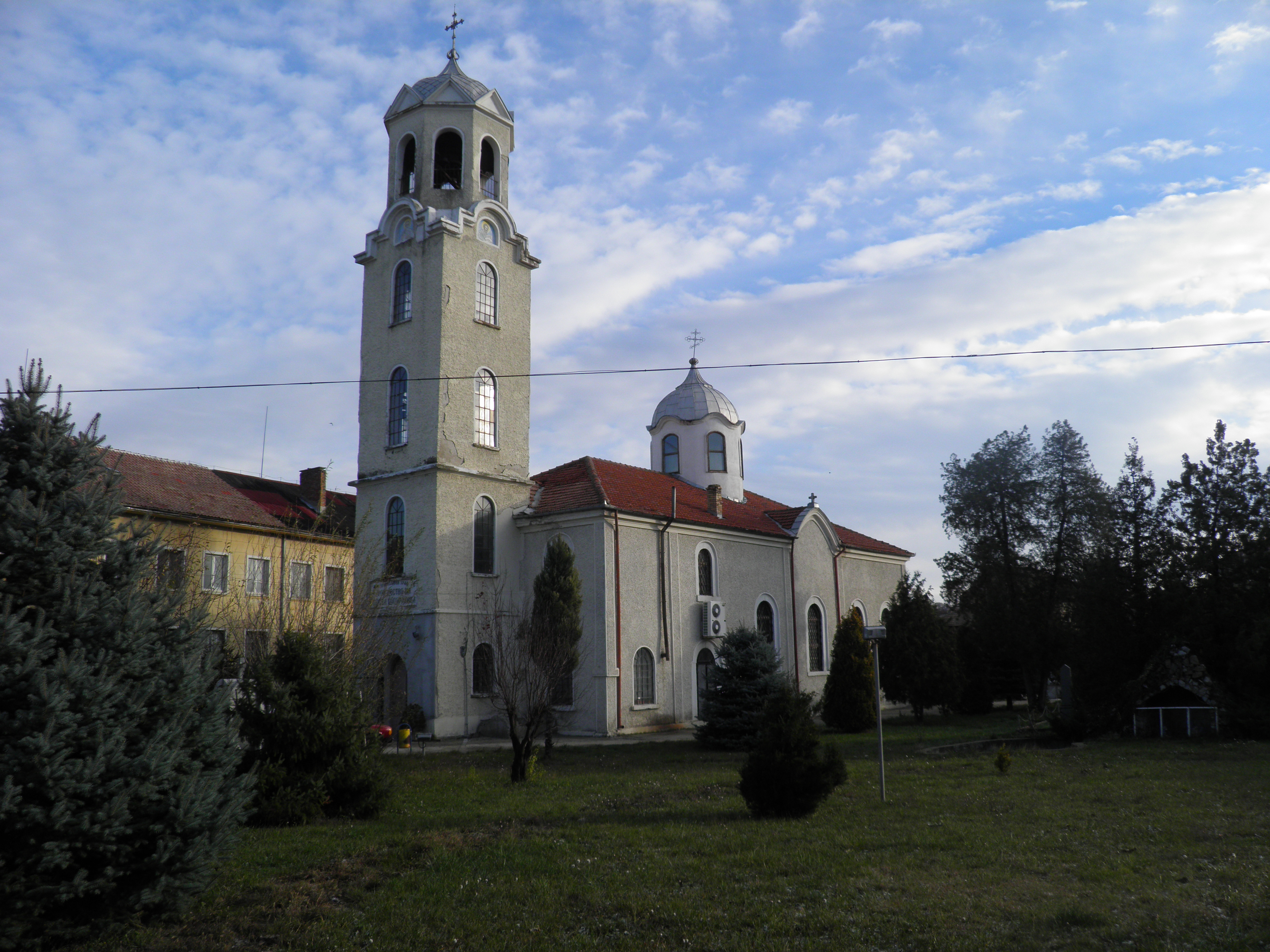
L'église de la nativité de la mère de Dieu
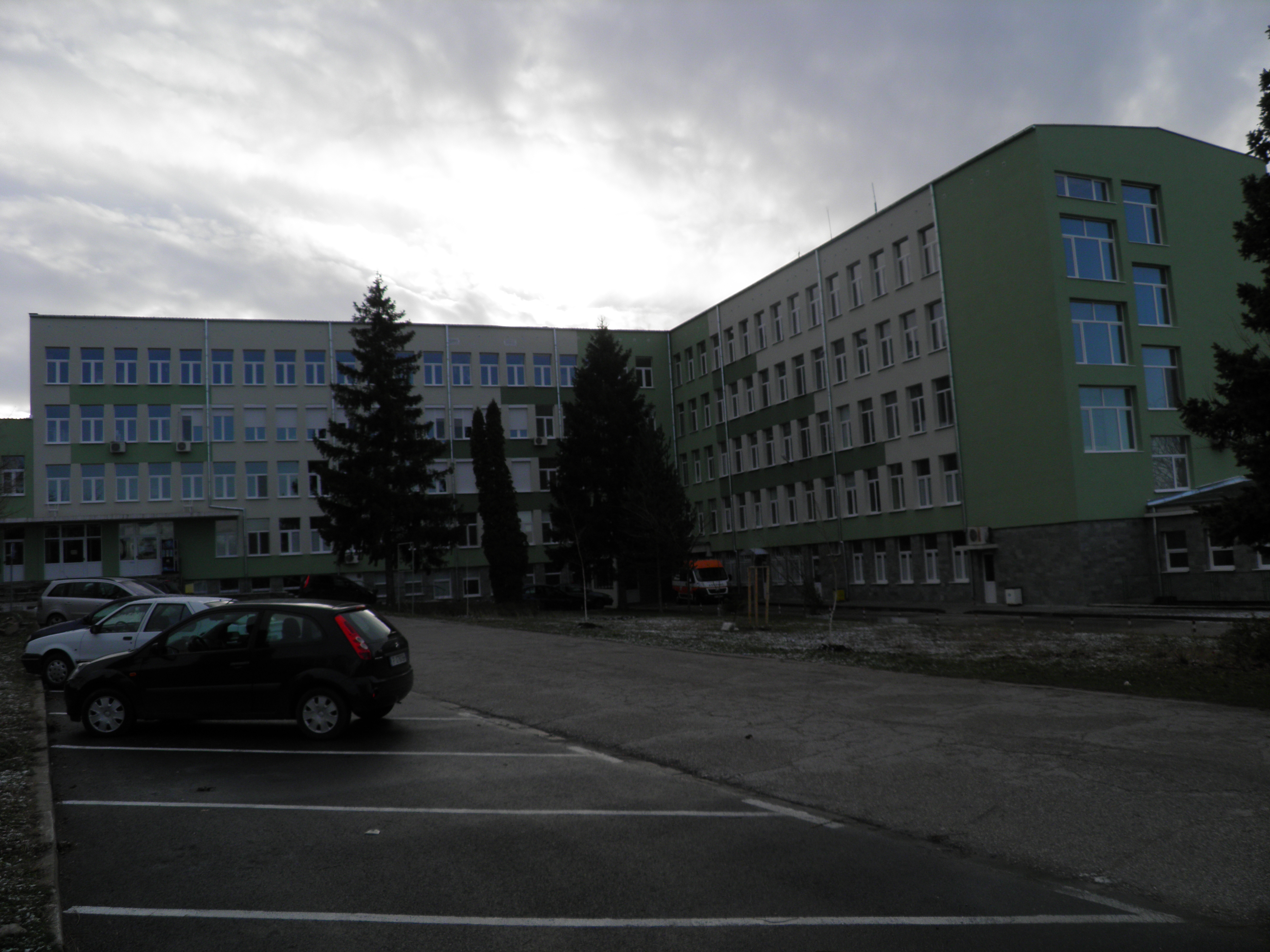
L'hôpital
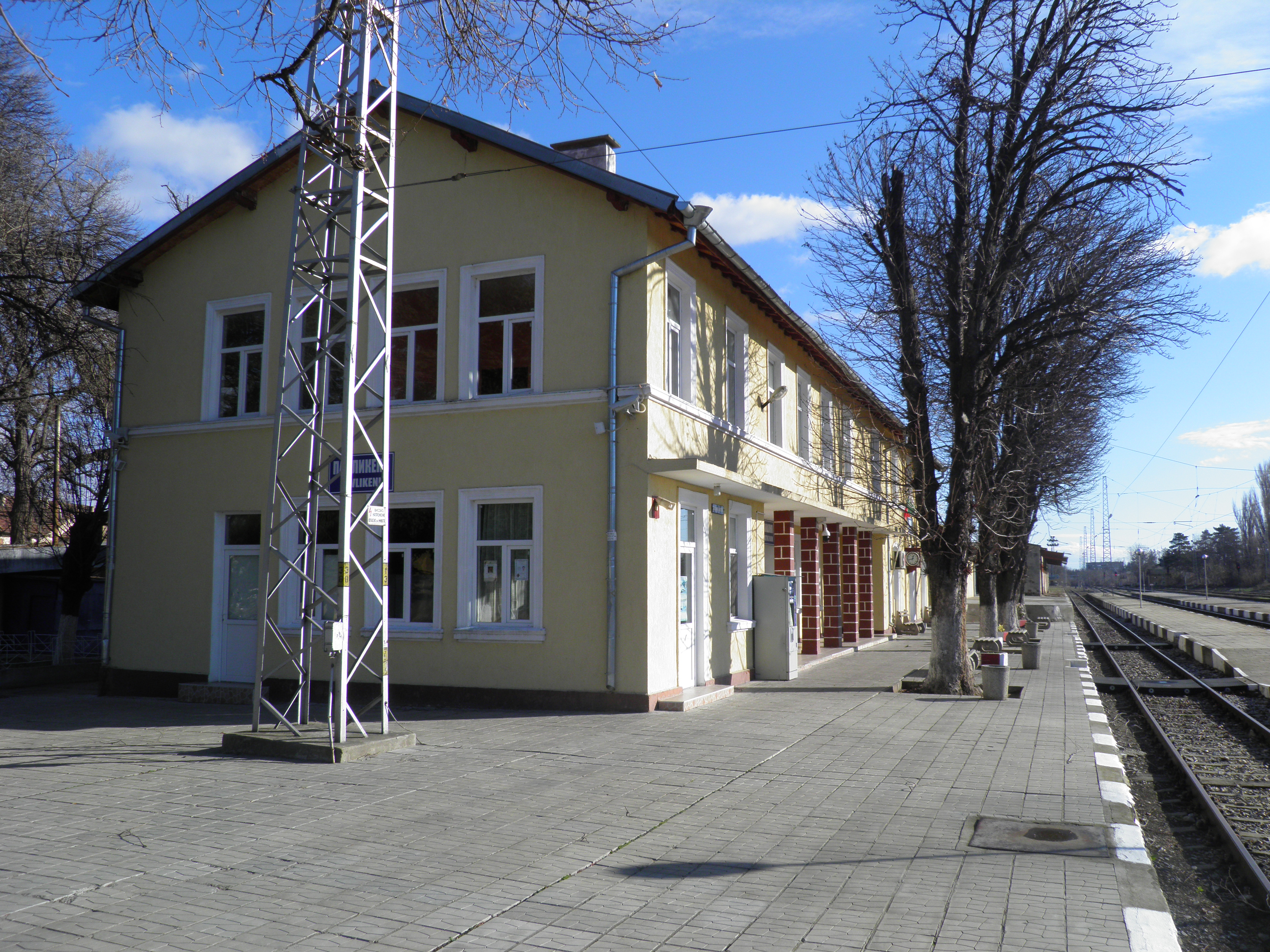
La gare ferroviaire